# Brusy-Wybudowanie
Brusy-Wybudowanie (kaszub. Brusë-Pùstczi) – wieś kaszubska w Polsce położona w województwie pomorskim, w powiecie chojnickim, w gminie Brusy w połowie drogi między Żabnem a Kosobudami.
| SIMC    | Nazwa     | Rodzaj    |
| ------- | --------- | --------- |
| 1000982 | Piekiełko | część wsi |

W latach 1975–1998 miejscowość administracyjnie należała do województwa bydgoskiego.